# Hitoši Fugo
Hitoši Fugo (普後 均, Fugo Hitoši, * 1947) je japonský fotograf.

## Životopis
Hitoši Fugo je absolventem fotografického programu na univerzitě Nihon a jeho mentorem byl Eikoh Hosoe. Je známý především svými konceptuálními sériemi 'On the Circle' a 'Flying Friing Pan', které jsou obě dostupné jako knihy.  Vystavoval v Kuširo Art Museu, Hokkaidó, Gallerii AKAAKA, Tokio, Šanghajském muzeu, Mijako Jošinaga Gallery, New York, Okajama Prefectural Museum of Art, Okajama City, Photo Gallery International, Tokio a v Tokijském muzeu fotografie.
Fugova Flying Frying Pan (Létající pánev) vyšla v knižní podobě v září 1997 nakladatelstvím Shazow Ltd., Tokio (ISBN 978-4-916218-00-1 ). Publikovaná sbírka neobsahuje žádný text, ale obsahuje samostatnou přílohu s krátkým esejem Tošiharu Itoa, profesora dějin umění na Tama University of Art (japonsky, s anglickým překladem Colina Talcrofta) a komentářem v angličtině kulturního historika Stevena Watson (přeloženo do japonštiny, překlad neuveden), stejně jako krátké biografie Fuga, Ita a Watsona (v japonském a anglickém překladu (neuvedeno)).
Fugova introspektivní a někdy vysoce abstrahovaná série „暗転“ („Anten“ nebo „BLACKOUT“ v angličtině), vytvořená během cest do Indie, Nepálu a jinde v 70., 80. a 90. letech 20. století, byla vystavena v Mijako Jošinaga Gallery, New York, 8. března – 14. dubna 2018.